# Associazione Milanese del Calcio 1914-1915
Questa pagina raccoglie i dati riguardanti la Associazione Milanese del Calcio nelle competizioni ufficiali della stagione 1914-1915.

## Organigramma societario
Area direttiva
- Presidente: avv. Vittorio Pedroni
- Vicepresidente: Giuseppe Mensio
- Consiglieri: Ernesto Bossi, Ambrogio Turati, ing. Luigi Morati, Ennio Moroni, Giovanni Sessa, Alberto Gaetani.
- Sede: Ristorante del Boeucc, Via Carlo Cattaneo 1 angolo Via Silvio Pellico, Milano - telefono 94-60.
- Corrispondenza: rag. Giuseppe Parravicini, Via Porlezza 2.
- Fondazione: 1913 (Lambro 1908, Unitas 1907 e Vigor 1909).
- Campo: Via Monterosa 63, dimensioni 60x100.
- Colori: maglia avana con stemma, calzoncini neri.

Area organizzativa
- Segretario: rag. Giuseppe Parravicini
- Cassiere:

Area tecnica
- Commissione Tecnica: Alberto Gaetani, Ruggero Rosmini e Gaetano Rossi.

## Rosa
| N. |                   | Ruolo | Calciatore        |
| -- | ----------------- | ----- | ----------------- |
|    | Italia (bandiera) | D     | Arturo Bistoletti |
|    | Italia (bandiera) | A     | Pietro Bronzini   |
|    | Italia (bandiera) | A     | Corrado Bullè     |
|    | Italia (bandiera) | P     | Angelo Cameroni   |
|    | Italia (bandiera) | A     | Carlo Costa       |
|    | Italia (bandiera) | D     | Ambrogio Freddi   |
|    | Italia (bandiera) | A     | Lamperti          |
|    | Italia (bandiera) | A     | Giuseppe Lunghi   |
|    | Italia (bandiera) | A     | Armando Marini    |
|    | Italia (bandiera) | D     | Antonio May       |
|    | Italia (bandiera) | C     | Antonio Milesi    |

| N. |                     | Ruolo | Calciatore             |
| -- | ------------------- | ----- | ---------------------- |
|    | Italia (bandiera)   | P     | Henry Molinari (I)     |
|    | Italia (bandiera)   | C     | Vittorio Molinari (II) |
|    | Italia (bandiera)   | A     | Luigi Morati           |
|    | Italia (bandiera)   | C     | Ennio Moroni           |
|    | Italia (bandiera)   | C     | Giampiero Mürer        |
|    | Italia (bandiera)   | C     | Enrico Parravicini     |
|    | Italia (bandiera)   | A     | Mario Roghi            |
|    | Svizzera (bandiera) | D     | Richard Röhler         |
|    | Italia (bandiera)   | A     | Guido Ros              |
|    | Italia (bandiera)   | A     | Lorenzo Rossi          |